# Дергунов, Алексей Викторович
Алексе́й Ви́кторович Дергуно́в (род. 16 сентября 1984) — казахстанский байдарочник, мастер спорта международного класса.

## Биография
Дергунов А. В., воспитанник ДЮСШ № 1 г. Уральска, живёт и тренируется в г.Уральске. Специализируется в гонках на каяках-двойках.
Серебряный призёр (партнер — Александр Емельянов) Азиатских игр в Гуанчжоу (Китай).
Чемпион Азии 2011 года в Тегеране (партнер — Евгений Алексеев) на 1000 м и серебряный призёр (партнер — Дмитрий Торлопов) на 200 м.
Участник Олимпийских игр 2008 года в Пекине. В гонке на каяках-двойках был 12-м (партнер — Дмитрий Кальтенбергер).
Участник Олимпийских игр 2012 года в Лондоне с Евгением Алексеевым. На дистанции 1000 м были 11-ми, на дистанции 200 м были 9-ми.
Алексей Дергунов и Евгений Алексеев на дистанции 500 метров на третьем этапе Кубка мира 2013 года в Польше закончили спринтерскую гонку на втором месте. Чемпионат мира 2013 К-2 500м 8 место Чемпионат Азии 2013 в г.Самарканд Узбекистан К-2 1000 м, 500 м, 200 м первые места.
Алексей Дергунов и Евгений Алексеев выиграли золотую медаль Азиатских игр в южнокорейском Инчхоне в 2014 году, они стали победителями соревнований в байдарке-двойке на дистанции 1000 метров у мужчин, опередив на 3.578 секунды иранскую двойку и на 5.038 секунды — китайцев.